# Chrysomya putoria
Chrysomya putoria är en tvåvingeart som först beskrevs av Christian Rudolph Wilhelm Wiedemann 1830.  Chrysomya putoria ingår i släktet Chrysomya och familjen spyflugor. Inga underarter finns listade i Catalogue of Life.